# The Interrupted Bathers
The Interrupted Bathers  est un film muet américain de George S. Fleming et Edwin S. Porter sorti le 22 octobre 1902.

## Synopsis
Trois jeunes filles se baignent dans une rivière. Deux clochards s'approchent et s'emparent des vêtements restés sur la berge.